# 터치패드

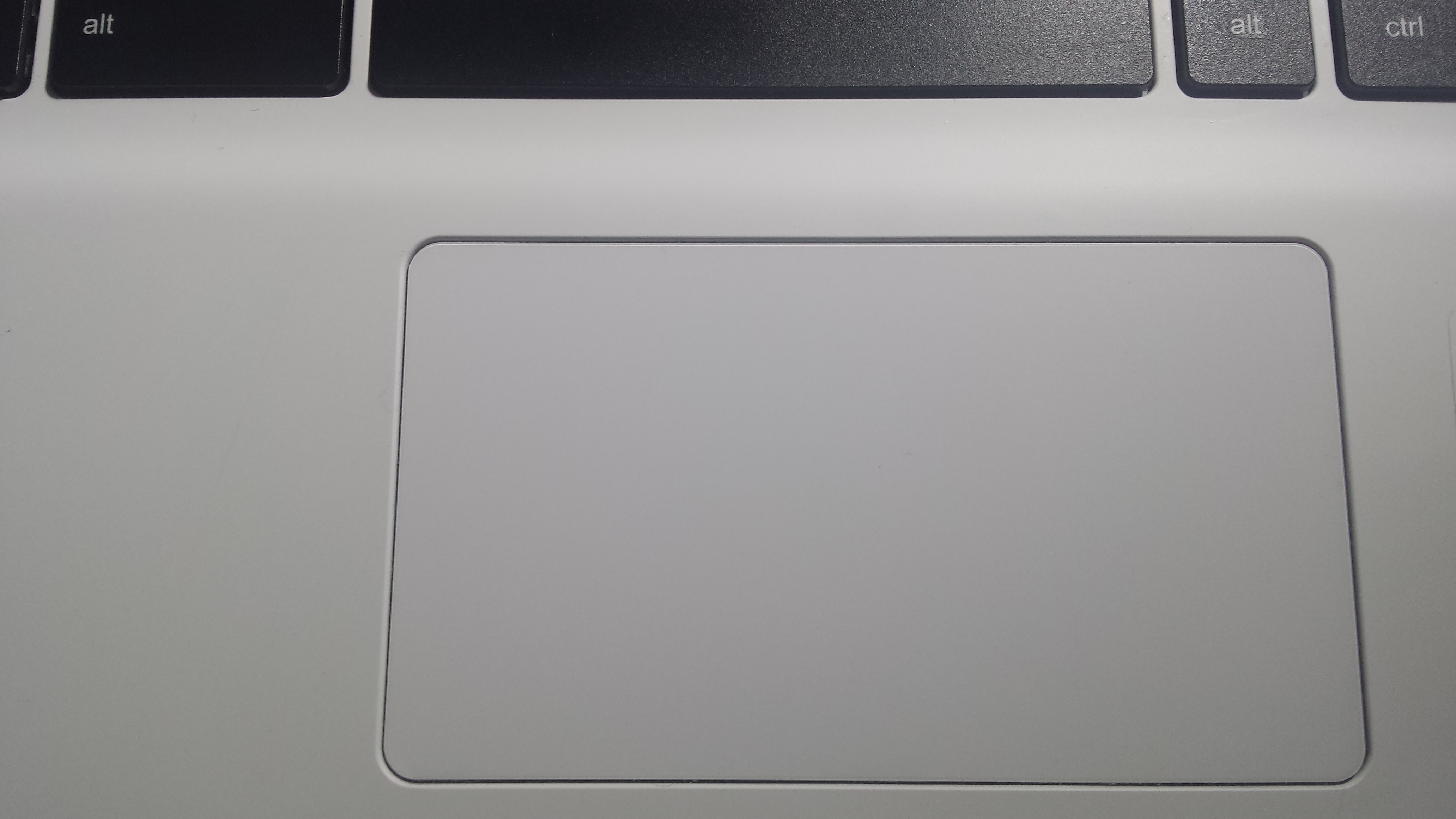
에이서 CB5-311 랩톱의 터치패드 근접 촬영

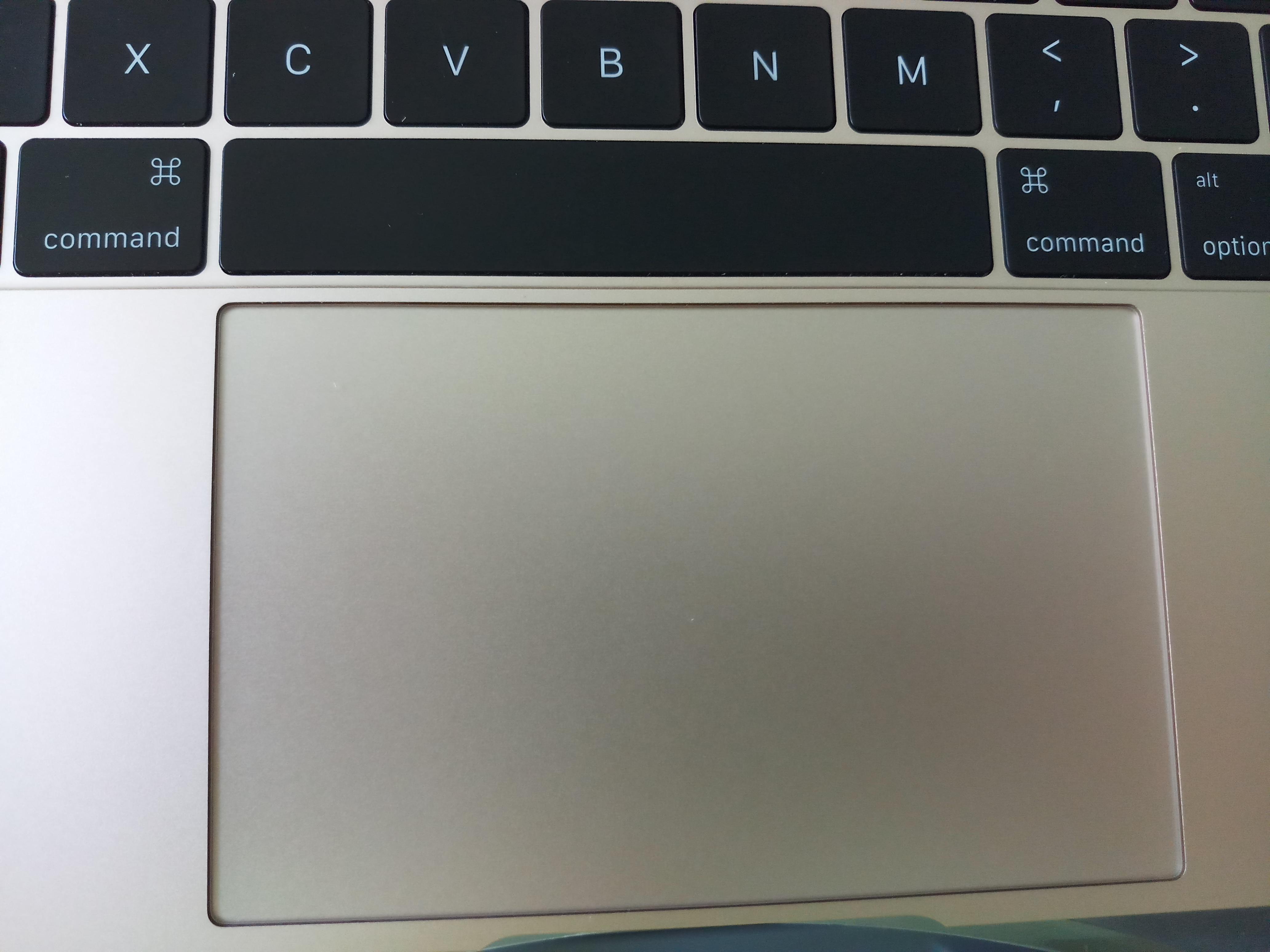
2015년 맥북 랩톱의 터치패드 근접 촬영

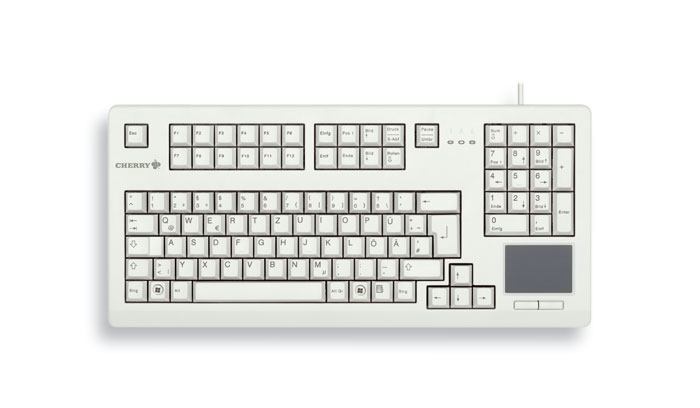
체리에서 제작한 터치패드가 통합된 컴퓨터 자판

터치패드(touchpad) 또는 트랙패드(trackpad)는 포인팅 장치의 일종이다. 가장 큰 구성 요소는 촉각 센서로, 사용자의 손가락 위치와 움직임을 감지하여 그래픽 사용자 인터페이스의 포인터를 제어하는 2D 움직임으로 변환하는 평평한 표면을 가진 전자 장치이다. 터치패드는 랩톱 컴퓨터에서 흔히 사용되며, 데스크톱 컴퓨터와 대조적으로 마우스가 더 널리 보급되어 있다. 트랙패드는 책상 공간이 부족한 데스크톱 환경에서도 사용되기도 한다. 분리형 액세서리 형태의 무선 터치패드도 판매된다. 트랙패드는 작게 만들 수 있다는 장점 때문에 개인 정보 단말기 (PDA) 및 일부 포터블 미디어 플레이어에도 사용되었다.

## 작동 및 기능
터치패드는 정전식 감응 또는 저항식 터치스크린을 포함하여 여러 방식으로 작동한다. 2010년대에 가장 널리 사용되는 기술은 손가락이 패드에 닿는 위치에서 전기 용량의 변화를 감지한다. 정전식 터치패드는 연필 끝이나 다른 유사한 접지되지 않거나 비전도성 도구는 감지하지 못한다. 장갑을 낀 손가락도 문제가 될 수 있으며, 정전식 터치패드는 의료 하드웨어의 포인팅 장치로는 거의 사용되지 않는다.
터치스크린과 마찬가지로 터치패드는 절대 위치를 감지하지만, 해상도는 크기에 따라 제한된다. 포인터 장치로 일반적인 사용을 위해 손가락의 드래그 동작은 마우스를 들어 올려 표면에 다시 놓는 것과 유사하게 운영 체제 디스플레이의 커서의 더 미세한 상대적 움직임으로 변환된다. 표준 마우스의 왼쪽 및 오른쪽 버튼과 동일한 하드웨어 버튼이 터치패드 옆에 위치하기도 한다.
일부 터치패드와 관련 장치 드라이버 소프트웨어는 패드 탭을 마우스 클릭으로 해석할 수 있으며, 탭 후 연속적인 포인팅 동작("클릭 앤 하프")은 드래그를 나타낼 수 있다. 촉각 터치패드는 터치패드 표면 자체에 버튼 기능을 통합하여 클릭 및 드래그를 허용한다. 선택하려면 물리적 버튼 대신 터치패드를 누른다. 드래그하려면 "클릭 앤 하프" 기술 대신 사용자가 객체 위에 있는 동안 누르고, 압력을 놓지 않고 드래그하며, 완료되면 놓는다. 터치패드 드라이버는 또한 다른 마우스 버튼을 에뮬레이트하기 위해 여러 손가락 사용을 허용할 수 있다(일반적으로 오른쪽 클릭을 위한 두 손가락 탭).
소프트웨어 버튼에 의존하고 물리적 버튼에 의존하지 않는 터치패드를 클릭패드라고 부른다. 물리적으로 전체 클릭패드가 하나의 버튼을 형성하며, 논리적으로 드라이버는 손가락의 배치에 따라 클릭을 왼쪽 또는 오른쪽 버튼 클릭으로 해석한다.
일부 터치패드에는 마우스 기능을 넘어선 기능을 위해 사용되는 터치패드 상의 "핫스팟"이 있다. 예를 들어, 특정 터치패드에서는 터치패드 가장자리를 따라 손가락을 움직이면 스크롤 휠처럼 작동하여 스크롤바를 제어하고 창이 포커스를 가지는 창을 수직 또는 수평으로 스크롤한다. 많은 터치패드는 스크롤을 위해 두 손가락 드래그를 사용한다. 또한 일부 터치패드 드라이버는 탭 영역을 지원하는데, 이곳에서 탭을 하면 미디어 플레이어를 일시 중지하거나 애플리케이션을 실행하는 등의 기능이 실행된다. 이 모든 기능은 터치패드 장치 드라이버 소프트웨어에 구현되며 비활성화할 수 있다.

## 역사
1980년, 제록스는 중대형 기업을 대상으로 한 워드 프로세싱 워크스테이션인 제록스 860 컴퓨터 시스템에 최초의, 아니 가장 처음 터치패드를 제공했다. 제록스 860 키보드의 키 오른쪽에 내장된 원형 터치패드는 제록스가 "캣"(용량 활성 변환기의 약자)이라고 불렀다. 제록스는 캣을 문서에서 텍스트 문자열을 복사, 삭제, 삽입 또는 이동하기 위한 대체 입력 방식으로 제공했다.:30
1982년까지 아폴로 데스크톱 컴퓨터에는 키보드 오른쪽에 터치패드가 장착되었다. 1년 후인 1983년에 출시된 최초의 배터리 구동 클램쉘 랩톱인 Gavilan SC에는 터치패드가 포함되었는데, 키보드 아래에 배치된 것이 일반적이었던 것과 달리 키보드 위에 장착되었다.
사이온의 MC 200/400/600/WORD 시리즈는 1989년에 출시되었으며, 터치패드와 유사한 새로운 마우스 대체 입력 장치가 함께 제공되었지만 커서를 스트로크 방향으로 이동시키는 대신 패드의 특정 지점을 클릭하여 위치를 지정했으므로 그래픽 태블릿과 더 비슷했다.
터치패드가 장착된 노트북은 1992년 올리베티와 트라이엄프-아들러가 출시했다. 서크는 1994년 GlidePoint라는 상표로 최초로 널리 사용 가능한 터치패드를 출시했다. 애플은 1994년 파워북 500 시리즈에 Cirque의 GlidePoint 기술을 사용하여 현대적인 위치에 터치패드를 도입했으며, 애플은 이를 "트랙패드"라고 부른다. 이는 이전 파워북 모델의 트랙볼을 대체했다. 2008년부터 MacBook 및 MacBook Pro에 대한 애플의 개정판에는 트래킹 표면에 버튼이 통합된 "촉각 터치패드" 디자인이 포함되었다 (터치패드 표면의 하단 부분이 클릭 가능한 버튼 역할을 함).
GlidePoint 포인팅 장치의 또 다른 초기 채택자는 샤프였다. 나중에 시냅틱스는 TouchPad라는 상표로 터치패드를 시장에 출시했고, 세이코 엡손은 액션노트와 함께 이 제품을 일찍이 채택했다.
1990년대에 터치패드가 랩톱에 도입되기 시작하면서 제품을 무엇이라고 불러야 할지에 대한 혼란이 자주 발생했다. 일관된 용어가 사용되지 않았고, 글라이드포인트, 터치 감지 입력 장치, 터치패드, 트랙패드, 포인팅 장치 등 다양한 용어로 언급되었다.
사용자들은 종종 포인팅 스틱, 터치패드 또는 트랙볼을 구매할 수 있는 선택권을 부여받았다. 장치 조합은 흔했지만, 터치패드와 트랙볼이 함께 포함되는 경우는 드물었다. 2000년대 초부터 터치패드는 대부분의 이 시기 이후에 생산된 소비자 랩톱에 터치패드만 포함되어 포인팅 스틱을 대체하며 지배적인 랩톱 포인팅 장치가 되었다.

## 장치에서의 사용

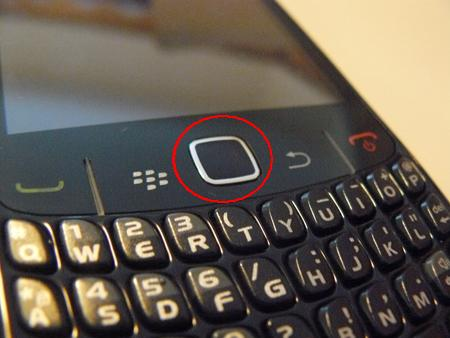
블랙베리 커브 스마트폰에 광학 트랙패드(빨간색 원 안).

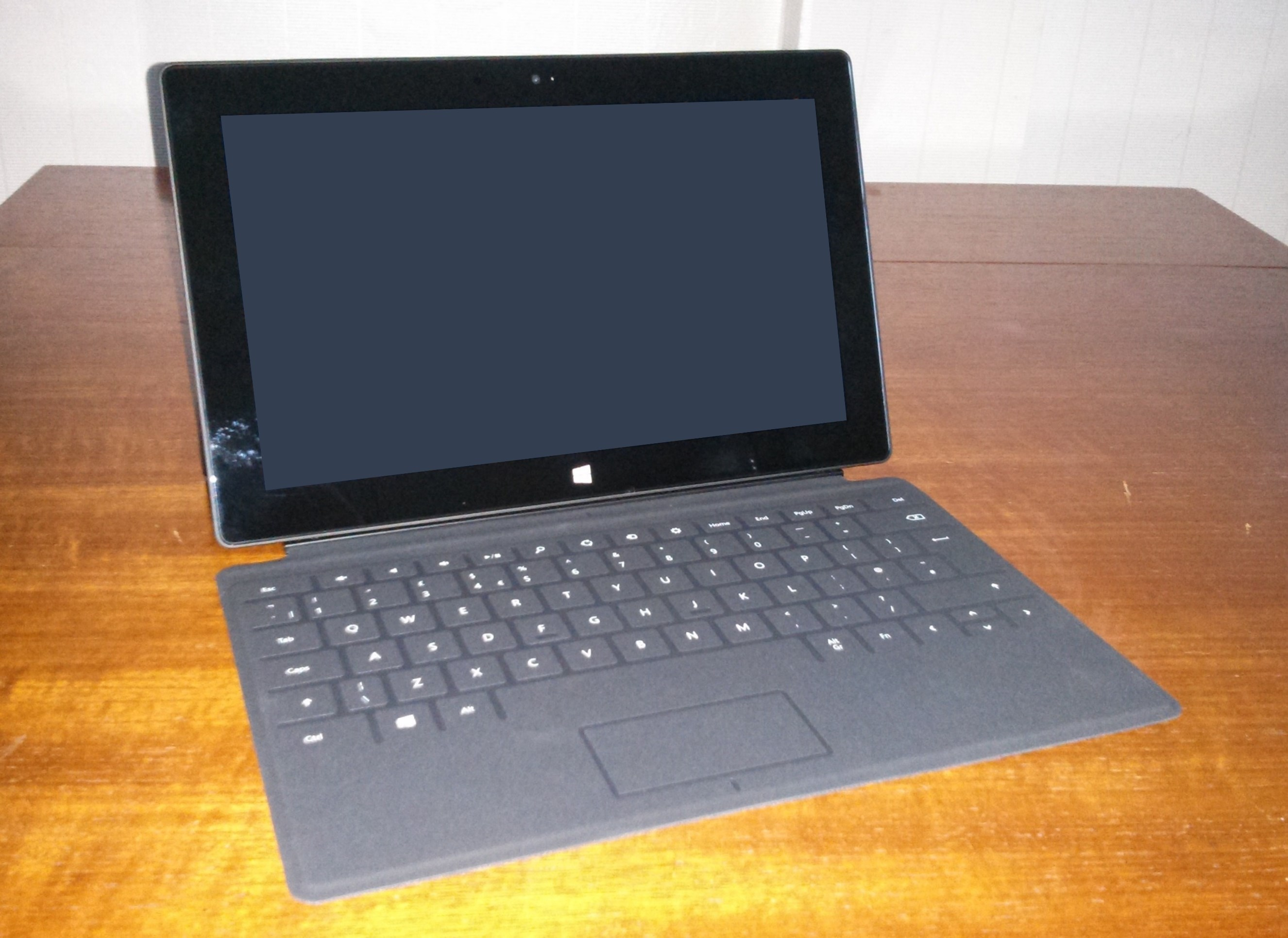
마이크로소프트 서피스 태블릿 컴퓨터. 터치패드는 키보드 하단 근처의 직사각형 부분이다.

터치패드는 주로 독립형 휴대용 랩톱 컴퓨터에 사용되며, 기기 근처에 평평한 표면이 필요하지 않다. 터치패드는 키보드에 가까이 있어 커서를 디스플레이 화면으로 이동시키는 데 상대적으로 짧은 손가락 움직임이 필요하다. 이는 장점이지만, 사용자의 손바닥이나 손목이 타이핑 중에 실수로 마우스 커서를 움직일 수도 있게 한다. 오늘날 랩톱은 경우에 따라 최대 5개의 손가락을 동시에 감지할 수 있는 멀티터치 터치패드를 특징으로 하여, 두 손가락으로 탭하여 콘텍스트 메뉴를 불러오거나, 두 손가락으로 드래그하여 스크롤하거나, 확대/축소 또는 회전을 위한 제스처와 같은 더 많은 입력 옵션을 제공한다. 물리적 버튼이 있는 터치패드는 현재 고급 비즈니스/전문 노트북 옵션으로만 제공된다.
1차원 터치패드는 아이팟 클래식 휴대용 음악 플레이어의 메뉴 탐색을 위한 주요 제어 인터페이스이며, 일부 와콤 디지타이저 태블릿에서는 "클릭 휠"이라고 불리는 추가 입력 방식이다. 이들은 한 축을 따라 움직임을 감지하며, 마치 휠처럼 감겨 있다. Creative Labs도 젠 터치를 시작으로 자사의 MP3 플레이어인 젠 라인에 터치패드를 사용한다. 2세대 마이크로소프트 Zune 제품군(Zune 80/120 및 Zune 4/8)은 Zune Pad에 터치를 사용한다.
터치패드는 데스크톱 컴퓨터용으로 외부 주변 기기로도 존재하지만 드물게 보인다. 하지만 터치패드 레이어는 그래픽 태블릿과 추가 입력 옵션으로 통합될 수 있다.
외부 컴퓨터 자판에는 통합 터치패드가 장착될 수 있으며 (특히 HTPC 사용을 위한 키보드), 일부 키보드는 하드웨어 버튼 대신 터치 입력 표면만 가질 수 있다(클린룸을 위한 일반적인 솔루션).
광학 트랙패드는 주로 초소형 전자기기의 일부로 사용될 수 있다. 일부 휴대용 노트북과 초기 스마트폰에는 광학 트랙패드가 장착될 수 있다.
2024년 9월 9일, 애플은 아이폰 16, 아이폰 16 플러스, 아이폰 16 프로, 아이폰 16 프로 맥스가 측면 버튼 옆에 "카메라 제어"라는 단일 1차원 트랙패드를 탑재하여 사용자가 사진과 비디오를 더 쉽게 찍을 수 있게 하고, 펌 프레스와 라이트 프레스를 구별하는 포스 센서와 줌, 노출 또는 피사계 심도를 조절하기 위해 손가락으로 슬라이딩하는 것을 구별하는 정전식 터치 센서를 탑재할 것이라고 발표했다.

## 작동 원리
터치패드가 작동하는 주요 방법은 매트릭스 방식과 정전 용량 션트 방식 두 가지가 있다. 매트릭스 방식에서는 일련의 전기 전도체가 두 층으로 된 평행선 배열로 배치되며, 절연체로 분리되어 서로 직각으로 교차하여 격자를 형성한다. 이 2차원 격자 배열의 쌍 사이에 고주파 신호가 순차적으로 인가된다. 노드 사이를 통과하는 전류는 전기 용량에 비례한다. 손가락과 같은 가상 접지가 전도성 층 사이의 교차점 위에 놓이면 전기장 일부가 이 접지점으로 션트되어 해당 위치의 겉보기 전기 용량이 변화한다. 이 방법은 1994년 4월 조지 게르프하이데에게 미국 특허 5,305,017가 부여되었다.
제조사인 아날로그 디바이스의 응용 노트에 설명된 정전 용량 션트 방식은 센서의 반대편에 있는 송신기와 수신기 사이의 전기 용량 변화를 감지한다. 송신기는 200~300kHz로 진동하는 전기장을 생성한다. 손가락과 같은 접지점이 송신기와 수신기 사이에 놓이면 일부 전기장 선이 션트되어 겉보기 전기 용량이 감소한다.
일부 블랙베리 스마트폰에서 볼 수 있는 광학 트랙패드는 광마우스처럼 광학적으로 작동한다.

## 제조
주요 제조사는 다음과 같다.
- Alps Electric
- Elan Microelectronics
- Cirque Corporation
- 시냅틱스

## 같이 보기
- 정전식 감응
- 그래픽 태블릿
- 매직 트랙패드
- 멀티터치
- 포인팅 스틱